# Jacarezinho
Jacarezinho, é um município brasileiro do estado do Paraná. Pertence a região geográfica intermediária de Londrina e a região geográfica imediata de Santo Antônio da Platina, localiza-se, portanto, ao norte da capital do estado distando desta 385 km. O município ocupa a área de 602,528 km², possuindo 2,25 km² de perímetro urbano. Com população estimada em 40,375 habitantes, Jacarezinho é o 45° município mais populoso do Estado do Paraná. Está a 1026 km de Brasília, capital federal do Brasil.

## História
As primeiras tentativas de colonização conhecidas datam do século XIX. Constitui-se um dos primeiros polos de desenvolvimento agrícola do estado, e sua colonização foi realizada por fluminenses, paulistas e mineiros. Criado pela Lei n°522, de 2 de abril de 1900, o município recebeu inicialmente o nome de Nova Alcântara. Em 3 de março de 1903, todavia, pela Lei n°471, a cidade recebeu o nome de Jacarezinho.
Inicialmente, a economia da cidade girou em torno da produção agrícola. Houve a era do café, e posteriormente, a substituição do café pelas lavouras de cana-de-açúcar e pastagens. O incremento de novos produtos com cotação no mercado externo e interno como a soja, o algodão e o trigo vieram a partir da década de 1970, sobretudo após a Geada Negra que atingiu o Norte-Pioneiro em julho de 1975. A dependência ao 1º setor persiste, e ainda hoje grande parte a economia gira em torno da agropecuária, mais precisamente, das usinas de cana-de-açúcar instaladas no município.

## Economia

### Agricultura
Desde sua fundação Jacarezinho se destaca pela agricultura forte. O solo fértil (terra roxa) proporcionou ao município destaque na produção cafeeira durante boa parte no século XX. Mesmo nos dias atuais o município preserva a tradição cafeeira, mantendo algumas áreas de cultivo do grão. No entanto, a chegada do ciclo da cana e a instalação de Usinas deste segmento, suas terras foram tomadas pelos canaviais que hoje representam a maior parte da produção agrícola, recrutando ainda mão-de-obra em quantidade significativa para as atividades de plantio e colheita. Na pecuária tem destaque, o rebanho de 41.621 cabeças de gado e as 1.313.480 cabeças de galináceos.  De acordo com o IBGE, a cidade é a maior produtora de cana de açúcar do estado do Paraná com valor de produção de 153.131/mil reais  Sozinha, a cidade  produziu 1 milhão e 500 mil toneladas de cana na safra 2019/2020, matéria-prima base do açúcar, do etanol e, mais recentemente, fonte de energia com a queima do bagaço e a transformação em biomassa 

### Indústria
O Parque Industrial de Jacarezinho está localizado na BR-153 e a empresa JBS possui fábrica no perímetro urbano do município. A cidade tem duas industrias de açúcar e etanol, a Dacalda  e a Usina Jacarézinho, com produção diária de 900m3 de etanol e 25 mil sacas de acúcar. Em 2020, a Usina Jacarezinho foi avaliada como a melhor empresa do setor de açúcar e etanol no Ranking Melhores e Maiores do Agro, promovido pela Revista Exame

### Comércio
Jacarezinho tem no comércio importante fator econômico. Sua principal rua comercial, a Rua Paraná, é tradicional ponto de referência regional e atrai, além dos moradores permanentes, muitas pessoas das pequenas cidades vizinhas e universitários. A cidade conta com filiais das principais redes varejistas do país.

### Turismo
Religioso
Atrativo importante na cidade de Jacarezinho é a "Rota do Rosário", um roteiro turístico, composto por 6 igrejas mais o Santuário da Mãe Rainha. A Catedral Diocesana de Jacarezinho, localizada no centro da cidade, e concluída em meados do século passado, é extremamente procurada pelos visitantes, já que mantém características e traços da época em que foi obrada.
Turismo Esportivo/Ambiental
Monjolinho: bairro rural de Jacarezinho com geografia privilegiada, ideal para a prática do parapente. A cidade já recebeu etapas do campeonato brasileiro deste esporte. Refúgio de Vida Silvestre de Jacarezinho, com trilhas para caminhada e espaço para almoço.

## Geografia
Possui uma área de 602,526 km² representando 0,3023 % do estado, 0,1069 % da região e 0,0071% de todo o território brasileiro. Localiza-se a uma latitude 23°09'39" sul e a uma longitude 49°58'08" oeste, estando a uma altitude de 435 m. Aproximadamente 2,25 km² do município encontra-se em perímetro urbano.
Segundo dados do Instituto Nacional de Meteorologia (INMET), referentes ao período de 1961 a 1984 a 1986 a 1995, a menor temperatura registrada em Jacarezinho foi de −2,4 °C em 6 de agosto de 1963, e a maior de 39,4 °C em 7 de outubro de 1961. O maior acumulado de precipitação em 24 horas atingiu 129,2 milímetros (mm) em 3 de outubro de 1972. Outros acumulados iguais ou superiores a 100 mm foram: 128,2 mm em 3 de março de 1978, 113,4 mm em 21 de abril de 1986, 109,1 mm em 13 de janeiro de 1981, 107,3 mm em 23 de janeiro de 1972, 105,1 mm em 10 de fevereiro de 1991 e 102,4 mm em 20 de fevereiro de 1986. Fevereiro de 1964 foi o mês de maior precipitação, com 436,9 mm.
| Dados climatológicos para Jacarezinho | Dados climatológicos para Jacarezinho | Dados climatológicos para Jacarezinho | Dados climatológicos para Jacarezinho | Dados climatológicos para Jacarezinho | Dados climatológicos para Jacarezinho | Dados climatológicos para Jacarezinho | Dados climatológicos para Jacarezinho | Dados climatológicos para Jacarezinho | Dados climatológicos para Jacarezinho | Dados climatológicos para Jacarezinho | Dados climatológicos para Jacarezinho | Dados climatológicos para Jacarezinho | Dados climatológicos para Jacarezinho |
| Mês | Jan                                   | Fev                                   | Mar                                   | Abr                                   | Mai                                   | Jun                                   | Jul                                   | Ago                                   | Set                                   | Out                                   | Nov                                   | Dez                                   | Ano                                   |
| --- | ------------------------------------- | ------------------------------------- | ------------------------------------- | ------------------------------------- | ------------------------------------- | ------------------------------------- | ------------------------------------- | ------------------------------------- | ------------------------------------- | ------------------------------------- | ------------------------------------- | ------------------------------------- | ------------------------------------- |
| Temperatura máxima recorde (°C) | 38,3                                  | 37,9                                  | 38,2                                  | 37                                    | 33,9                                  | 33,3                                  | 33,6                                  | 37                                    | 39                                    | 39,4                                  | 39                                    | 38,5                                  | 39,4                                  |
| Temperatura máxima média (°C) | 31,4                                  | 30,6                                  | 30,1                                  | 28,7                                  | 25,8                                  | 24,8                                  | 25,3                                  | 26,7                                  | 27,6                                  | 29,5                                  | 30,4                                  | 30,4                                  | 28,4                                  |
| Temperatura média compensada (°C) | 24,9                                  | 24,2                                  | 23,5                                  | 21,7                                  | 18,8                                  | 16,9                                  | 17                                    | 18,5                                  | 19,9                                  | 22,2                                  | 23,5                                  | 24                                    | 21,3                                  |
| Temperatura mínima média (°C) | 20,2                                  | 19,9                                  | 19                                    | 16,8                                  | 14,1                                  | 11,4                                  | 11,3                                  | 12,4                                  | 14,1                                  | 16,5                                  | 18                                    | 19,1                                  | 16,1                                  |
| Temperatura mínima recorde (°C) | 4,8                                   | 13,7                                  | 7,3                                   | 5,8                                   | 2                                     | −1,8                                  | 0,1                                   | −2,4                                  | 2,6                                   | 6,8                                   | 9,1                                   | 11,8                                  | −2,4                                  |
| Precipitação (mm) | 217,5                                 | 183,9                                 | 136,6                                 | 108,1                                 | 116,1                                 | 70,4                                  | 38,8                                  | 39,7                                  | 99,2                                  | 113,4                                 | 152                                   | 186,7                                 | 1 462,4                               |
| Dias com precipitação (≥ 1 mm) | -                                     | 11                                    | 10                                    | 7                                     | 9                                     | 5                                     | 3                                     | 3                                     | 7                                     | 7                                     | 8                                     | 11                                    | -                                     |
| Umidade relativa compensada (%) | 77,3                                  | 79,1                                  | 78,3                                  | 78,1                                  | 82,6                                  | 79,2                                  | 71,3                                  | 66,4                                  | 66,7                                  | 67,4                                  | 69,2                                  | 74                                    | 74,1                                  |
| Fonte: Instituto Nacional de Meteorologia (INMET) (normal climatológica de 1981-2010; recordes de temperatura de 1961 a 1984 e 1986 a 1995) |                                       |                                       |                                       |                                       |                                       |                                       |                                       |                                       |                                       |                                       |                                       |                                       |                                       |

### Demografia
Dados do censo - 2022
População total: 40.375
Dados do censo - 2010
População total: 39.121
Dados do censo - 2000
População total: 39.625
- Urbana: 33.515
- Rural: 6.110
- Homens: 19.490
- Mulheres: 20.135

Índice de Desenvolvimento Humano (IDH-M): 0,782
- IDH-M Renda: 0,716
- IDH-M Longevidade: 0,759
- IDH-M Educação: 0,872

### Subdivisão
Jacarezinho está subdividida, primeiramente, em dois distritos, quais sejam o sede e o de Marques dos Reis. No distrito sede, que se subdivide em aproximadamente 50 bairros, destaca-se:  Centro,  Dom Pedro Filipack, Bairro Aeroporto, Jardim São Luis 1 e 2, Nova Jacarezinho, Vila Setti, Vila São Pedro, Vila Rondon ,Residencial Pompeia I, II e III, Parque Bela Vista, Parque Industrial, Jardim Panorama, Jardim Morada do Sol, Parque dos Estudantes, Parque Universitário e Parque dos Mirantes, por se tratar das regiões mais populosas da cidade, e que concentram os principais pontos de referência do município.

## Religião
No que diz respeito a religião a população de Jacarezinho, conforme último censo, é formada por: 
- Católicos - 29.033 pessoas;
- Evangélicos - 7.310 pessoas;
- Espíritas - 523 pessoas;
- Outras religiões ou sem religião - 2.255 pessoas.[21]

## Infraestrutura
Apesar do pequeno porte da cidade, para padrões mais recentes, Jacarezinho, em razão de sua importância em épocas anteriores, hospeda hoje em dia muitos órgãos públicos e sedes regionais de organismos atuantes no Norte Pioneiro do Paraná.

### Educação

#### Ensino superior e técnico
Além das escolas e colégios estaduais, o município possui a Universidade Estadual do Norte do Paraná (UENP), com o Centro de Ciências Humanas e da Educação (antiga FAFIJA), o Centro de Letras, Comunicação e Artes (antiga FAFIJA), Centro de Ciências Sociais Aplicadas (antiga Faculdade Estadual de Direito do Norte Pioneiro) e o Centro de Ciências da Saúde (antiga FAEFIJA - Faculdade de Educação Física e Fisioterapia).

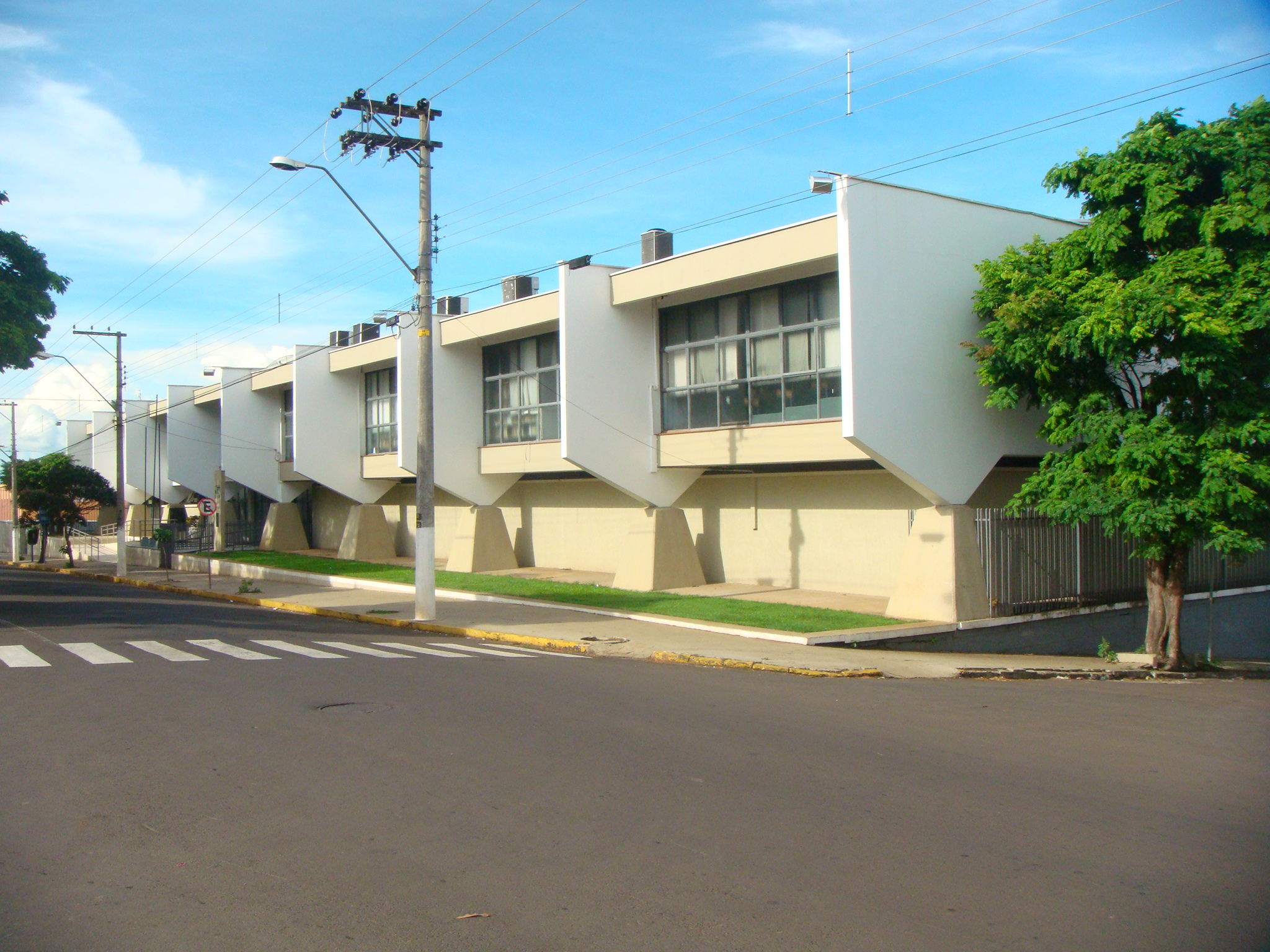
Universidade Estadual do Norte do Paraná - Centro de Ciências Sociais Aplicadas

Há ainda unidades do Instituto Federal do Paraná (IFPR), o campus da Universidade Aberta e o Serviço Nacional de Aprendizagem Comercial (SENAC). Além de polos de educação a distância das faculdades Unopar, Uninter, Cruzeiro do Sul, Faculdade Católica, Fael e Uningá.

#### Instituto de Tecnologia
TECPAR - Instituto de Tecnologia do Paraná.

### Saúde
No município há a  sede da 19ª Regional de Saúde, o Hospital dos olhos do Norte Pioneiro, o Consórcio Intermunicipal de Saúde do Norte Pioneiro - Cisnorpi - Centro Regional de Especialidades e a Santa Casa de Misericórdia de Jacarezinho, que diariamente mobilizam pacientes de diversas cidades da região.

### Segurança
Estão em Jacarezinho o 2ª Batalhão de Polícia Militar, o 3º Grupamento de Bombeiros, a 12ª Subdivisão Policial (Polícia Civil), e as sedes regionais da Policia Rodoviária Estadual, Polícia Rodoviária Florestal, Policia Cientifica do Paraná e do Instituto Médico Legal (IML).

### Outras Regionais sediadas em Jacarezinho
Além do citado há também em Jacarezinho  IAP - Instituto Ambiental do Paraná, SEAB - Secretária do Estado e Abastecimento, Justiça do Trabalho, Justiça Federal, Receita Estadual, Receita Federal, SEBRAE, CIEE, Sistema Fecomércio (SENAC - SESC), INSS, Ministério Público Federal e Departamento de Estradas e Rodagem (DER-PR).

### Transporte público
Ônibus: Jacarezinho possui a Empresa de Transportes Coletivos Jacarezinhense e a Circular Cidade de Jacarezinho CCJ que faz linha dos bairros de Jacarezinho até o Centro da cidade.

### Comunicação
Emissoras de rádio
- Rádio Educadora de Jacarezinho FM 90,9.
- Rádio T  FM  96,5
- Rádio Nativa FM 99,3
- Rádio Cidade FM 104.9
- Rádio Studio FM 105.7

## Esporte
O município de Jacarezinho já teve representantes no Campeonato Paranaense de Futebol, dentre eles a Associação Esportiva Jacarezinho, vice-campeã do estado (1941, 1951 e 1954) e o Clube Atlético Desportivo Jacarezinho. O município conta o Estádio Pedro Vilela, com capacidade para aproximadamente 4.400 espectadores.